# Noalhac
Noalhac is een gemeente in het Franse departement Lozère (regio Occitanie) en telt 99 inwoners (2009). De plaats maakt deel uit van het arrondissement Mende.

## Geografie
De oppervlakte van Noalhac bedraagt 12,6 km², de bevolkingsdichtheid is dus 7,9 inwoners per km².
De onderstaande kaart toont de ligging van Noalhac met de belangrijkste infrastructuur en aangrenzende gemeenten.

## Demografie
Onderstaande figuur toont het verloop van het inwonertal (bron: INSEE-tellingen).